# 國立清華大學工學院
國立清華大學工學院（英語：College of Engineering, National Tsing Hua University），為國立清華大學學院之一，成立於1973年，由毛高文就任首任院長。

## 沿革[3]
- 1972年8月：成立工業化學系、材料科學工程學系、動力機械工程學系。
- 1973年：經教育部核准，將校內各系分設學院，成立工學院、理學院、原子科學院[4]。
- 1973年4月：工程館完工。
- 1974年8月：成立工業工程學系。
- 1976年8月：成立電機電力工程學系。
- 1978年8月：高分子研究所成立。
- 1978年9月：工程二館完工（由工業化學系使用）。
- 1979年7月：工程三館完工（由電機系使用）。
- 1979年8月：電機電力工程學系更名為電機工程學系。
- 1980年8月：工業化學系更名為化學工程學系。
- 1984年8月：高分子研究所併入化學工程研究所。
- 1985年8月：工程四館（又名材料科技館）全部落成（由材料系及工工系使用）。
- 1993年5月：綜合化工館完工。
- 1994年8月：增設工程管理研究所碩士班。
- 1995年8月：工程管理研究所併入工業工程學系。
- 1996年8月：增設電子工程研究所。
- 1997年11月：動機工工館（現稱工程一館）完工。
- 1998年2月：電機工程學系及電子工程研究所轉隸電機資訊學院。
- 1998年8月：工業工程學系更名為工業工程與工程管理學系。
- 2000年4月：成立「工學院產學研合作聯盟」。
- 2002年9月：成立微機電系統工程研究所。
- 2003年1月：增設企業電子化中心。
- 2003年8月：工業工程與工程管理學系增設碩士在職專班。
- 2005年1月：增設品質研究中心。
- 2005年12月：增設先進封裝中心。
- 2007年8月：微機電系統工程研究所更名為奈米工程與微系統研究所，增設工學院院招生。
- 2008年5月：企業電子化中心更名為企業運籌與電子化中心。
- 2008年8月：工學院院招生更名為工學院學士班。
- 2009年9月：舉辦「全球工程師--工學院學生海外實習」計畫。
- 2011年10月：生物醫學工程研究所成立。

## 系所單位

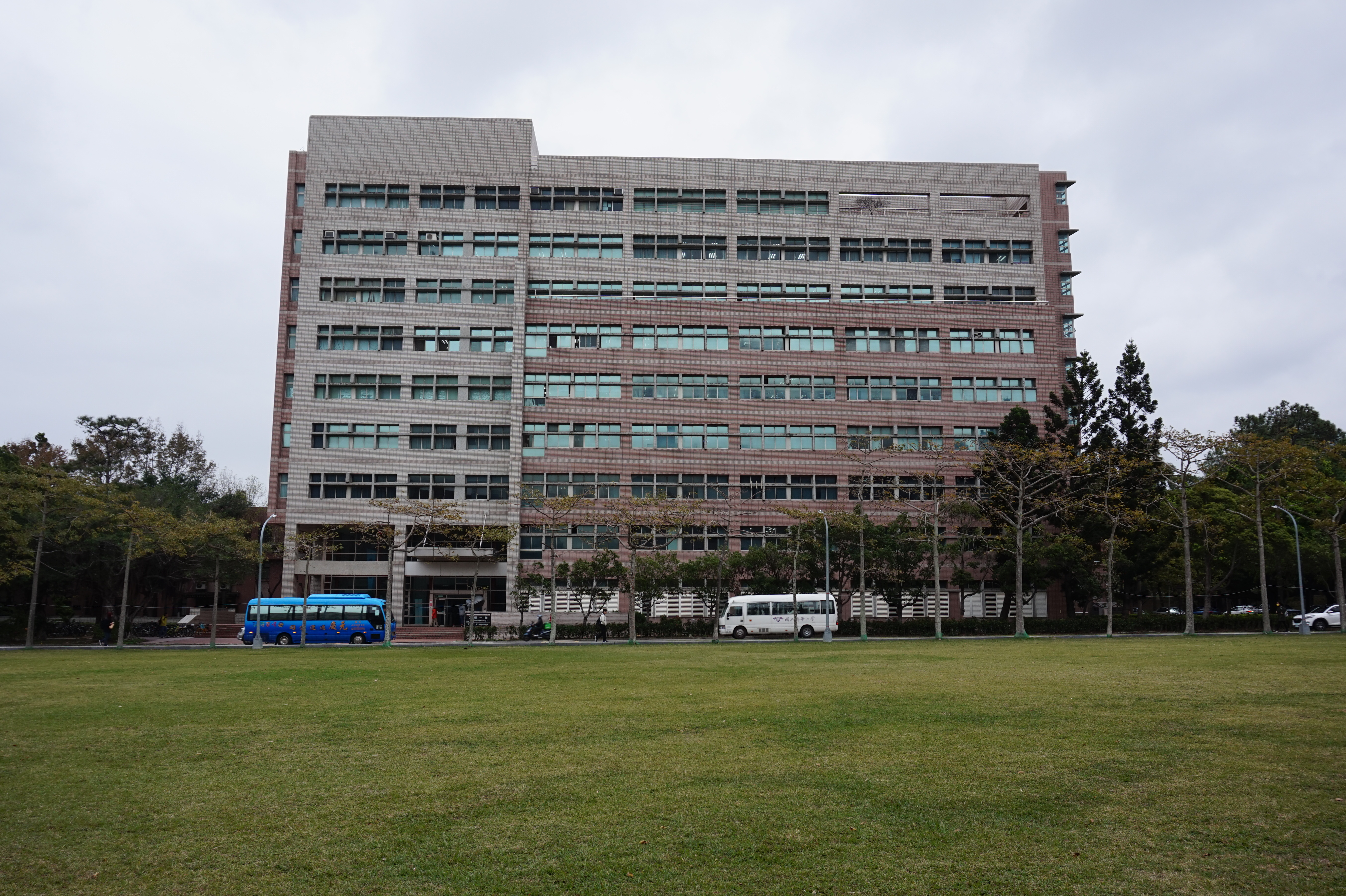
工程一館

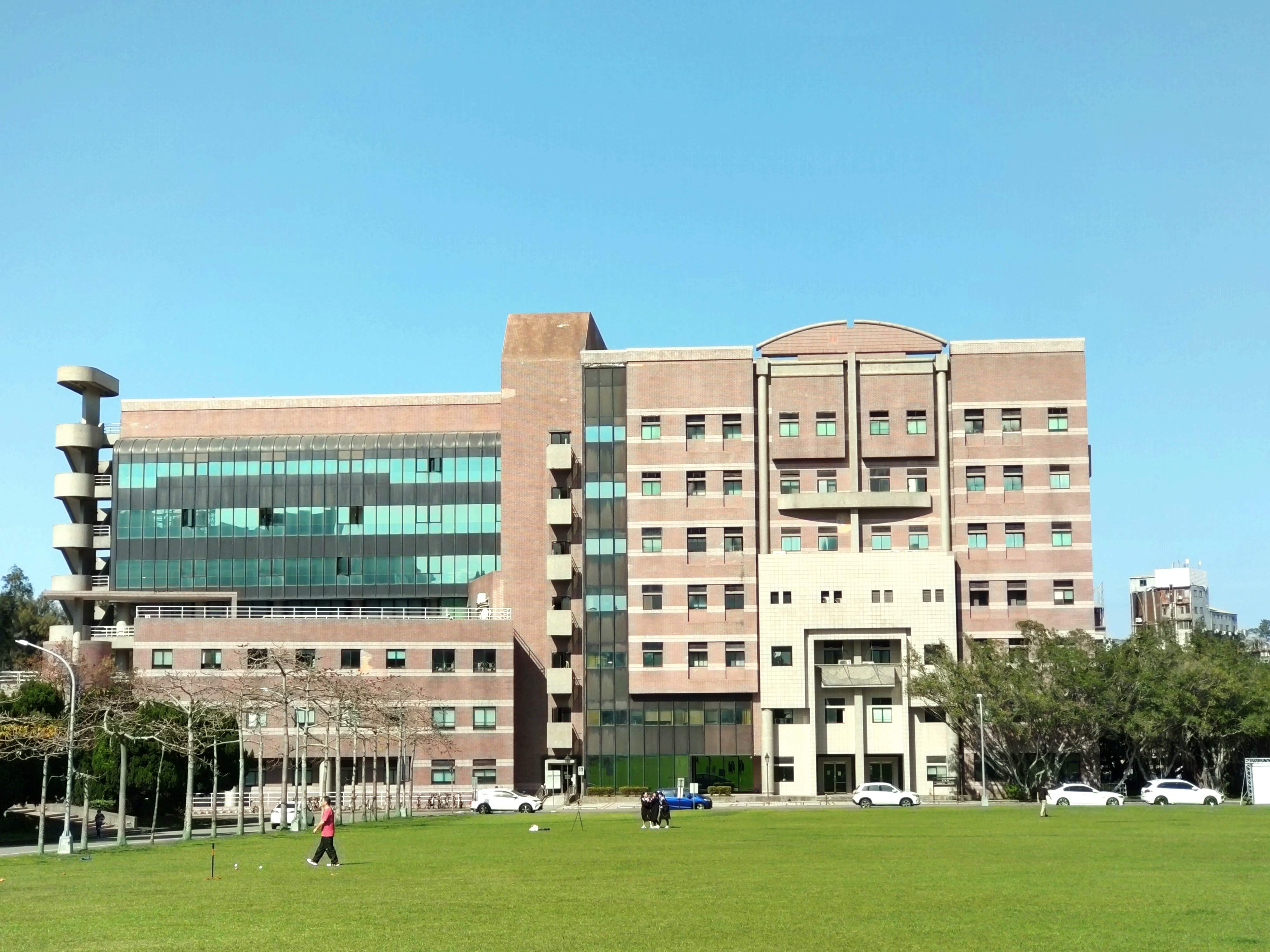
化學系館

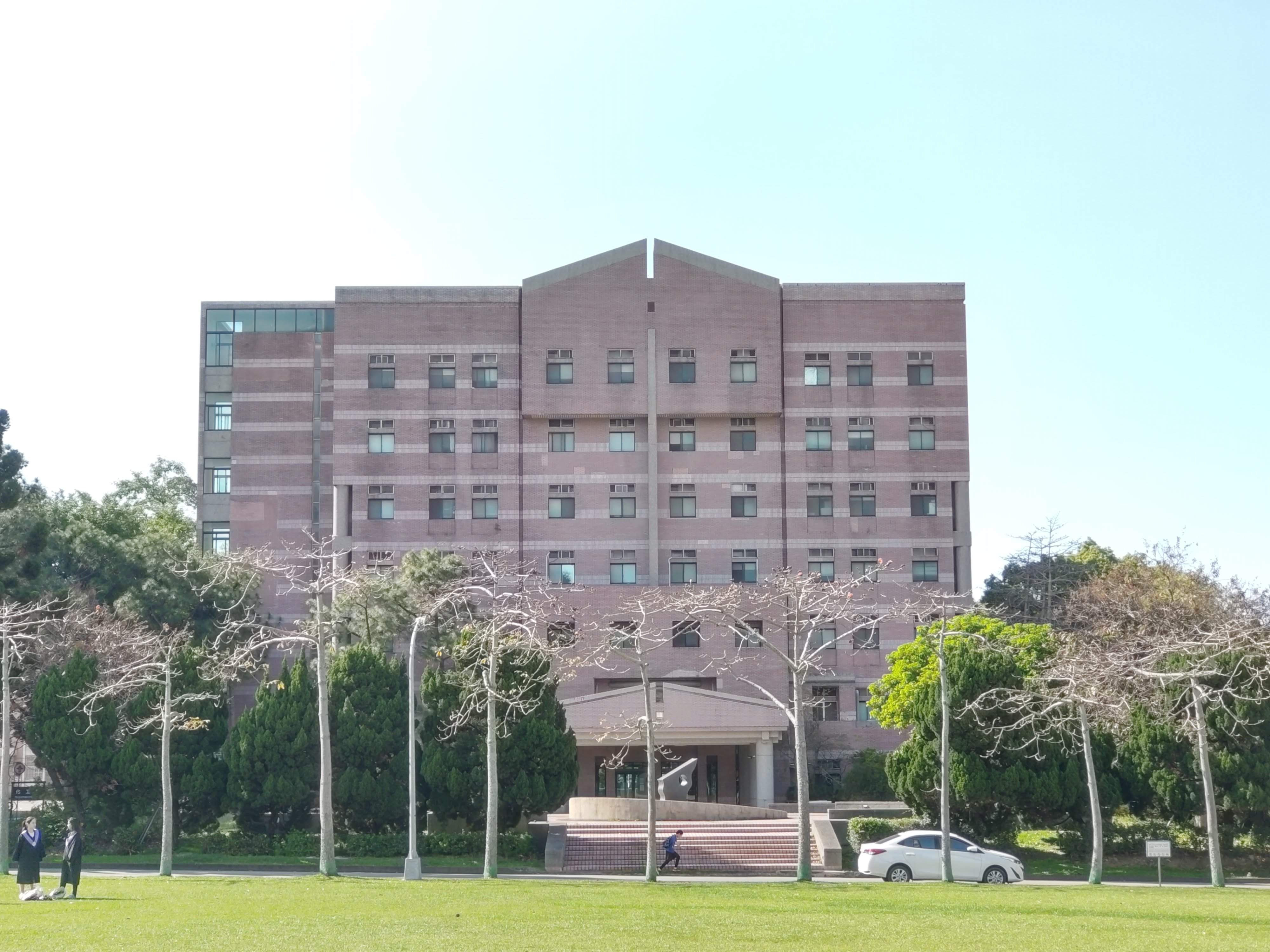
化工系館

目前學院有四個學系、一個學士班學程、兩個研究所、兩個學位學程、一個在職專班，此外尚有三個院級研究中心。

### 學系與學士班
- 化學工程學系
- 動力機械工程學系
- 材料科學工程學系
- 工業工程與工程管理學系
- 工學院學士班

### 研究所
- 奈米工程與微系統研究所
- 生物醫學工程研究所

### 學位學程
- 全球營運管理碩士雙聯學位學程
- 前瞻功能材料產業博士學位學程

### 在職專班
- 工業工程與工程管理學系碩士在職專班

### 院級研究中心
- 企業運籌與電子化中心
- 品質研究中心
- 先進封裝中心

## 合作
- 2000年，成立產學聯盟，主要目的為增進工學院內工程應用相關領域教師與產業、研究界交流與合作，並提供各項諮詢服務如教師專長、研究項目資訊等，亦舉辦研究成果發表會，以協助產研界會員收集與吸收最新技術資訊、快速解決技術問題。此外也提供業界與學生互動的管道，為業界媒合及儲存人才。

- 2009年，聯盟與產業界共同規劃「全球工程師--工學院學生海外實習」，帶領院內學生赴中國大陸、越南、柬埔寨、泰國、新加坡等國進行暑期海外實習。[5]。

## 歷任院長
| 任   | 姓名        | 就任       | 卸任      | 備註 |
| ---- | ----------- | ---------- | --------- | --- |
| 1    | 毛高文 教授 | 1973年8月  | 1978年7月 | 美國卡內基·梅隆大學化學工程博士、國立臺灣工業技術學院院長、國立清華大學校長 教育部部長、考試院副院長、中華民國駐哥斯大黎加特命全權大使    |
| 2    | 林垂宙 教授 | 1978年8月  | 1979年7月 | 美國哥倫比亞大學博士、工業技術研究院院長、香港科技大學副校長                                                                              |
| 代理 | 李昭仁 教授 | 1979年8月  | 1980年7月 | |
| 3    | 李卓顯 教授 | 1980年8月  | 1981年7月 | 科技部工程技術研究發展司處處長、科學工業園區管理局局長                                                                                    |
| 4    | 李昭仁 教授 | 1981年8月  | 1984年7月 | 奧克拉荷馬大學博士 |
| 5    | 李家同 教授 | 1984年8月  | 1988年7月 | 美國加州大學柏克萊分校電機博士、國立清華大學教務長 靜宜大學校長、國立暨南國際大學校長、總統府資政                                         |
| 6    | 萬其超 教授 | 1988年8月  | 1992年7月 | 美國哥倫比亞大學化學工程博士、國科會應用科技合作小組召集人                                                                                |
| 7    | 陳文華 教授 | 1992年8月  | 1998年7月 | 美國喬治亞理工學院工程科學及力學博士、國立清華大學副校長 臺灣聯合大學系統學術副校長、美國機械工程師學會台灣分會理事長、國家實驗研究院院長 |
| 8    | 黃光治 教授 | 1998年8月  | 1999年5月 | 亞伯達大學博士 |
| 代理 | 葉銘泉 教授 | 1999年6月  | 1999年9月 | 美國愛荷華大學材料工程學系博士、國立清華大學副校長                                                                                        |
| 9    | 陳力俊 教授 | 1999年10月 | 2005年7月 | 美國加州大學柏克萊分校物理博士、國立清華大學校長 臺灣聯合大學系統校長、國科會副主委、中央研究院院士                                       |
| 10   | 溫于平 教授 | 2005年8月  | 2008年7月 | 美國紐約州立大學工業工程博士 |
| 11   | 賀陳弘 教授 | 2008年8月  | 2012年2月 | 美國加州大學柏克萊分校機械工程博士、國立清華大學校長 國科會副主委、國立大學校院協會理事長                                                 |
| 代理 | 戴念華 教授 | 2012年2月  | 2012年7月 | 美國德拉瓦大學機械工程博士、國立清華大學副校長                                                                                            |
| 12   | 王茂駿 教授 | 2012年8月  | 2016年1月 | 美國紐約州立大學工業工程博士、東海大學校長                                                                                                |
| 代理 | 賴志煌 教授 | 2016年2月  | 2016年7月 | 美國史丹佛大學材料科學工程博士 |
| 13   | 賴志煌 教授 | 2016年8月  | 2022年7月 | 美國史丹佛大學材料科學工程博士 |
| 14   | 蔡宏營教授  | 2022年8月  | 現任      | 台灣國立清華大學動力機械工程博士 |

## 交流
國立清華大學工學院目前已與30所大學締結合作關係，其中有1所與工學院具雙聯學制合作，11所簽訂MOU。合作院校列表如下：
| | |
| 北美 - 美国 - 普渡大學 - 北卡羅來納州立大學 - 愛荷華州立大學 - 南加州大學 - 南卡羅來納大學 - 賓夕法尼亞州立大學 - 加利福尼亞大學柏克萊分校 - 加利福尼亞大學洛杉磯分校 - 密西根州立大學 歐洲 - 法國 - 工程師學院 - 英国 - 斯特拉斯克萊德大學 紐澳 - - 科廷大學 - 新西兰 - 奧克蘭理工大學 - 奧克蘭大學 | 亞洲 - 中国 - 清華大學 - 諾丁漢大學寧波校區 - 廈門大學 材料學院 - 香港科技大學 - 香港城市大學 - 上海交通大學 - 天津大學 管理學院 - 日本 - 東京大學 - 大阪大學 - 福井大學 - 東北大學 - 土耳其 - 柯克大學 - 泰國 - 蒙庫國王科技大學 - 菲律賓 - 拉古納馬來亞學院 - 德拉薩爾大學 - 越南 - 胡志明市理科大學 |